# إدواردو هيريرا (لاعب كرة قدم)
إدواردو هيريرا (بالإسبانية: Eduardo Herrera Barros)‏ هو لاعب كرة قدم تشيلي في مركز الدفاع، ولد في 25 أغسطس 1944 في رانكاغوا في تشيلي. لعب مع سانتياغو واندررز ونادي أوهيجينس.

## وصلات خارجية
- إدواردو هيريرا (لاعب كرة قدم) على موقع ناشيونال فوتبول تيمز (الإنجليزية)
- إدواردو هيريرا (لاعب كرة قدم) على موقع عالم كرة القدم.نت (الإنجليزية)